# اسخاخربروخ
اسخاخربروخ (به هلندی: Schagerbrug) یک منطقهٔ مسکونی در هلند است که در اسخاخن واقع شده‌است. اسخاخربروخ ۱٬۹۸۰ نفر جمعیت دارد.